# Microsema subobscurata
Microsema subobscurata är en fjärilsart som beskrevs av Walker 1862. Microsema subobscurata ingår i släktet Microsema och familjen mätare. Inga underarter finns listade i Catalogue of Life.